# کوزووو (استان اشوی‌داشکسیه)
کوزووو (به لهستانی: Kozłów) یک منطقهٔ مسکونی در لهستان است که در گمینا ماووگوشچ واقع شده‌است. کوزووو ۹۰۰ نفر جمعیت دارد.